# Muritiba
Muritiba, [muɾiˈtʃibɐ], amtlich portugiesisch Município de Muritiba, ist eine brasilianische Gemeinde in der Region Recôncavo im Bundesstaat Bahia, die 1919 gegründet wurde. Die Einwohnerzahl betrug laut Volkszählung 2010 28.899 Einwohner, die Bevölkerungszahl wurde zum 1. Juli 2020 auf 29.410 Einwohner geschätzt, die auf einer Gemeindefläche von rund 86,3 km² leben. Die Entfernung zur Hauptstadt Salvador beträgt 114 km².

## Geographie
Sie liegt auf einer Höhe von 229 Metern über Meer im Hinterland von Bahia. Nördlich schließt sich an die Gemeindegrenze der Stausee Barragem da Pedra do Cavalo an. Umliegende Orte sind São Félix, Governador Mangabeira, Cachoeira und Cruz das Almas. Die Ostspitze der Gemeinde hat Zugang zum Rio Paraguaçu.

### Klima
Die Stadt hat tropisches Klima Af nach der Klimaklassifikation nach Köppen und Geiger mit viel Niederschlag. Die Durchschnittstemperatur ist 23,1 °C. Die durchschnittliche Niederschlagsmenge liegt bei 1222 mm im Jahr.
|                   | Jan  | Feb  | Mär  | Apr  | Mai  | Jun  | Jul  | Aug  | Sep  | Okt  | Nov  | Dez  |   |      |
| Temperatur (°C)   | 24,8 | 24,8 | 24,6 | 24,0 | 22,6 | 21,4 | 20,7 | 20,9 | 21,8 | 23,0 | 23,8 | 24,4 | Ø | 23,1 |
| Niederschlag (mm) | 68   | 74   | 88   | 137  | 164  | 137  | 140  | 98   | 66   | 61   | 94   | 95   | Σ | 1222 |

## Geschichte
Der Lokalhistoriker Anfilofio de Castro leitet den Namen durch eine Sprachverschleifung von Boritiba, einer dort früher häufig vorkommenden Palmenart, auch bekannt als buritizeiro, muriti oder muruti, zu Moritiba und hin zu Muritiba ab.
Meilensteine in der Geschichte sind um 1571 und 1575 erste Anspruchnahmen auf das Gebiet (Arraial), 1705 Gründung des Kirchenbezirks Freguesia São Pedro do Monte da Muritiba, im 19. Jahrhundert unterstand es dem Munizip Cachoeira, bis aus diesem 1889 die Stadt São Félix ausgegliedert und der Ort Muritiba zum dortigen Distrikt São Félix gehörte. Am 8. August 1919 erhielt Muritiba den Status eines Vila, wurde aber erst am 3. August 1922 als Stadt emanzipiert. Am 19. April 1936 wurde erstmals ein gewählter Stadtrat (Câmara de Vereadores) in Kraft gesetzt. Das zu der Zeit noch flächenmäßig bedeutend größere Muritiba verlor 1962 Gebiete an die neu gegründete Stadt Governador Mangabeira und 1989 an das neugegründete Cabaceiras do Paraguaçu.
Das Motto der Stadt „Riecht nach Rauch“ ist eine Anspielung auf die Tabakproduktion als wichtigstes landwirtschaftliches Erzeugnis der Stadt.

## Stadtverwaltung
Die Exekutive wird seit der Kommunalwahl in Brasilien 2016 von Danilo de Babao des Partido Republicano Brasileiro (PRB) für die Amtszeit 2017 bis 2020 ausgeübt. Die Legislative liegt bei einem Stadtrat.

## Ethnische Zusammensetzung
Ethnische Gruppen nach der statistischen Einteilung des IBGE (Stand 2000 mit 30.644 Einwohnern, Stand 2010 mit  ▼ 28.899 Einwohnern): Von diesen lebten 2010 rund 18.040 Einwohner im städtischen Bereich und rund 10.859 im ländlichen Raum.
| Gruppe      | Anteil 2000 | Anteil 2010 | Anmerkung                        |
| ----------- | ----------- | ----------- | -------------------------------- |
| Brancos     | 5.327       | ▼ 3.538     | Weiße, Nachfahren von Europäern  |
| Pardos      | 19.055      | ▼ 17.321    | Mischrassige, Mulatten, Mestizen |
| Pretos      | 5.632       | ▲ 7.607     | Schwarze                         |
| Amarelos    | –           | ▲ 422       | Asiaten                          |
| Indígenas   | 363         | ▼ 10        | indigene Bevölkerung             |
| ohne Angabe | 267         | –           |                                  |

## Lebensstandard
Der Index der menschlichen Entwicklung für Städte, abgekürzt HDI (portugiesisch: IDH-M), lag 1991 bei dem sehr niedrigen Wert von 0,411, im Jahr 2000 bei dem als niedrig eingestuften Wert von 0,529, im Jahr 2010 bei dem mittelhohen Wert von 0,660. Das Bruttosozialprodukt pro Kopf betrug 2016 9419 R$. Das monatliche Durchschnittseinkommen hatte 2017 den Faktor 1.6 des Mindesteinkommens von R$ 880, umgerechnet 2019 rund 317 Euro monatlich.

## Kultur
Zwei Kirchengebäude bestimmen besonders das Stadtbild, die Hauptkirche Igreja Matriz de São Pedro  und die Igreja de Nosso Senhor do Bonfim.

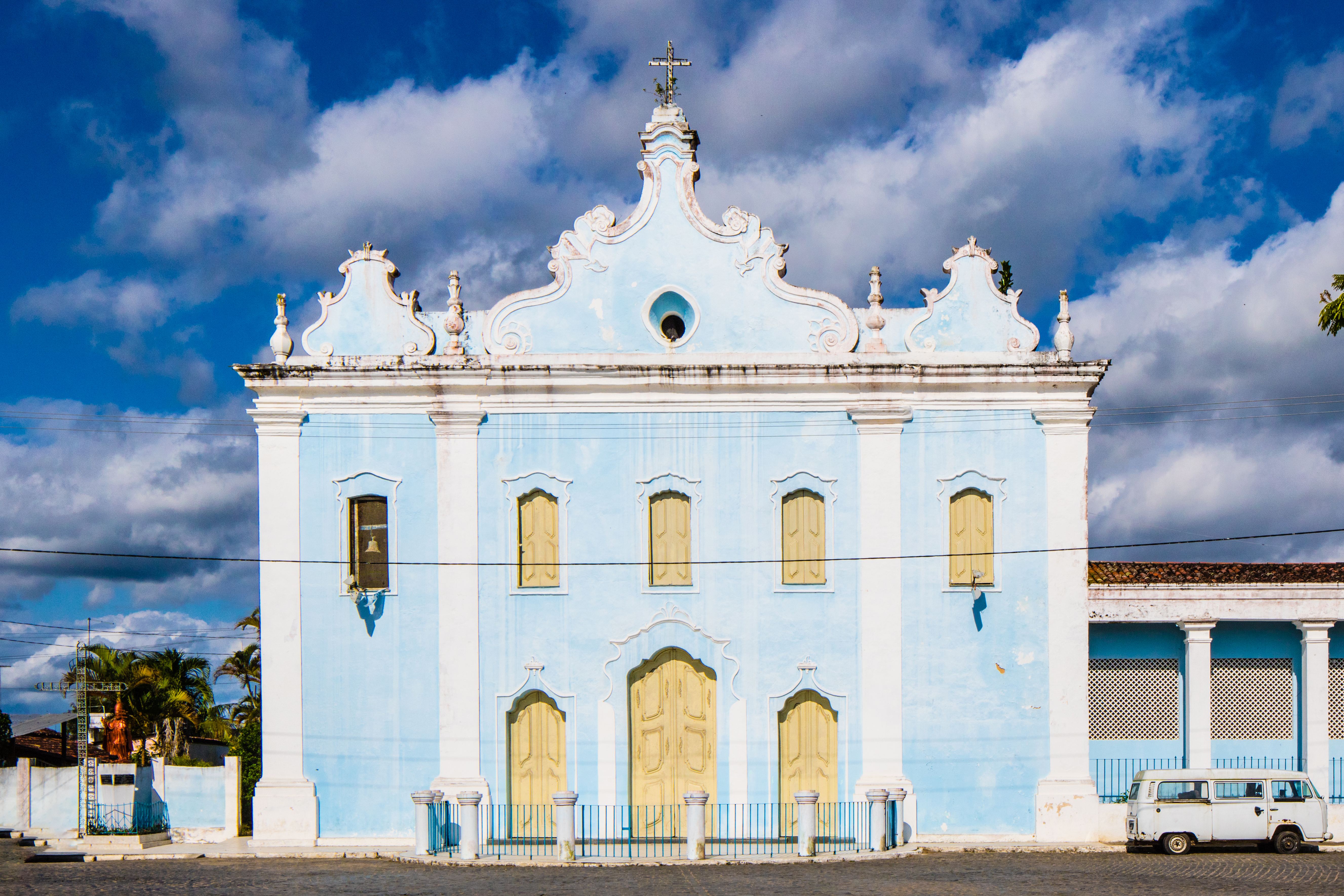
São Pedro
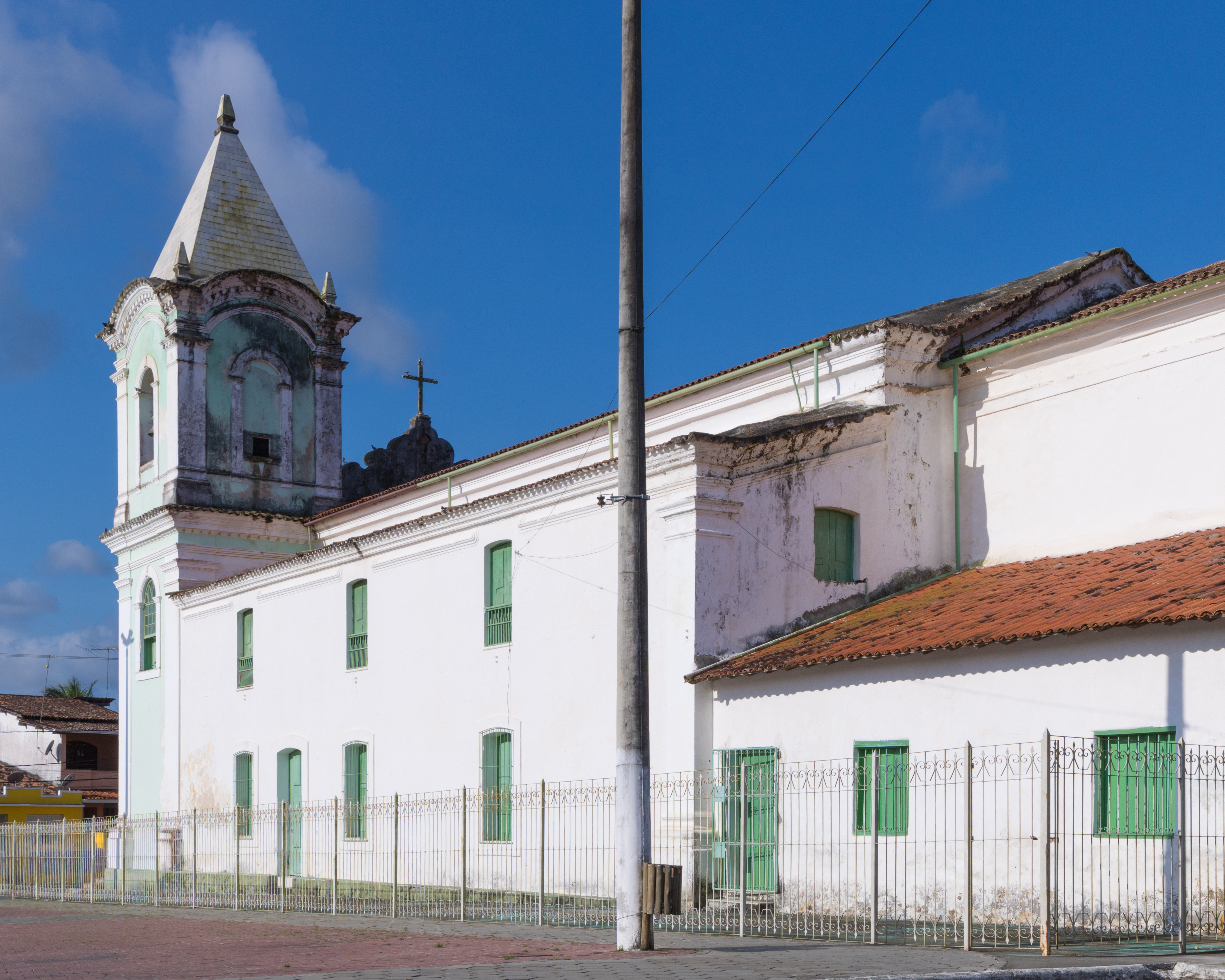
Senhor do Bonfim

## Verkehr
Durch den Hauptort führt die Landesstraße BA-520, die Anschlüsse an die Bundesstraßen BR-401 und BR-420 hat.

## Wirtschaft
Muritiba hat keine nennenswerte Industrie. Haupterwerbszweig ist die Landwirtschaft. 2017 wurden rund 171 Tonnen Tabak produziert.